# Nadine Beaudet
Pour les articles homonymes, voir Beaudet.
Nadine Beaudet est une cinéaste québécoise qui a réalisé six documentaires.

## Biographie
Née à Pointe-aux-Outardes sur la Côte-Nord, elle cherche par sa démarche artistique à s'approcher de l'être humain. Comme elle le dit au sujet du film Le chant des étoiles : 
« J'avais envie d'en savoir plus, pour trouver un sens, mieux comprendre la place que nous occupons dans cette immensité ».
Elle commence à s’intéresser au cinéma documentaire en collaborant avec la réalisatrice Lucie Lambert lors de la réalisation des films Avant le jour et Le père de Gracile. Cette opportunité lui est venue lors de ses études de maîtrise en science appliquées.
Son premier long métrage documentaire, Le cosaque et la gitane, revisite un pan méconnu de l'histoire de l'immigration au Québec: l'arrivée d'Européens de l'Est en Abitibi. Ce documentaire  remporte le Prix Pierre-et-Yolande-Perrault lors des Rendez-vous du cinéma Québécois, en 2012.
En 2019, elle co-réalise avec Danic Champoux le documentaire La fille du cratère, produit par l'Office national du film du Canada. Le film présente un portrait de Yolande Simard Perreault, conjointe du cinéaste Pierre Perrault, qui a eu une grande influence sur la cinématographie de ce dernier.

## Filmographie
- 2012: Le cosaque et la gitane[5]
- 2015: Ces hommes de passage[6]
- 2016: Le chant des étoiles[2]
- 2017: La maison des Syriens[7],[8]
- 2019: La fille du cratère[9]
- 2025: Manicouagan[10],[11]

## Récompenses
- 2013: Prix Pierre-et-Yolande-Perrault - La cosaque et la gitane[12],[13]